# Bartolomeo Ligozzi
Bartolomeo Ligozzi (1620 – 1695 circa) è stato un pittore italiano.

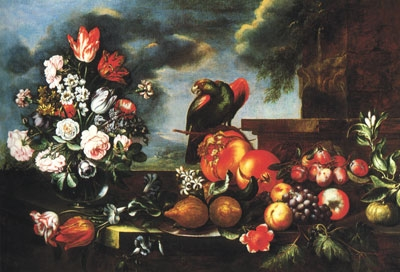
Fiori, frutta e pappagallo, 1688

Nipote di Jacopo Ligozzi, fu un pittore di natura morta.
I soggetti dei suoi quadri sono molto spesso composizioni di fiori e frutta, soggetto tipico dell pittura di genere del XVII secolo, che ligozzi affronta con un'attenzione ai particolari che mostra una connotazione quasi scientifica.
Le sue opere si trovano insieme a quelle di altri pittori dello stesso periodo, nel Museo della natura morta, da poco istituito al secondo ed ultimo piano della Villa medicea di Poggio a Caiano ed al Museo degli Uffizi a Firenze.